# لنکیمای
لنکیمای (به لاتین: Lenkimai) یک شهرک در لیتوانی است که در شهرستان کلایپدا واقع شده‌است. لنکیمای ۶۴۷ نفر جمعیت دارد.